# Choerades iola
Choerades iola là một loài ruồi trong họ Asilidae. Choerades iola được Bromley miêu tả năm 1935.